# 大嶺町
大嶺町（おおみねちょう）は、山口県美祢郡にあった町。現在の美祢市大嶺町各町にあたる。本項では町制前の名称である大嶺村（おおみねそん）についても述べる。

## 地理
- 山岳 ： 白岩山、谷山、天竺
- 河川 ： 厚狭川

## 歴史
- 1889年（明治22年）4月1日 - 町村制の施行により、大嶺西分村・大嶺奥分村・大嶺東分村・大嶺北分村の区域をもって大嶺村が発足。
- 1939年（昭和14年）5月1日 - 大嶺村が町制施行して大嶺町となる。
- 1954年（昭和29年）3月31日 - 伊佐町・於福村・東厚保村・西厚保村・豊浦郡豊田前町と合併して美祢市が発足。同日大嶺町廃止。

## 首長
村長
- 田辺譲（1923-1939）

町長
- 田辺譲（1939-1946）

## 交通

### 鉄道路線
- 日本国有鉄道
  - 美禰線（現・美祢線）
    - 南大嶺駅 - 吉則駅（現・美祢駅） - 重安駅
    - 南大嶺駅 - 大嶺駅
- 伊佐軌道
  - 伊佐軌道線
    - 吉則駅

### 道路
- 一般国道
  - 国道316号
  - 国道435号
- 主要地方道
  - 山口県道33号下関美祢線
  - 山口県道38号美祢油谷線
- 一般県道
  - 山口県道239号銭屋美祢線
  - 山口県道240号湯ノ口美祢線
  - 山口県道336号東厚保大嶺線
  - 山口県道341号大嶺於福線